# Syspira pallida
Espèce
Syspira pallida est une espèce d'araignées aranéomorphes de la famille des Miturgidae.

## Distribution
Cette espèce est endémique du Nouveau-Mexique aux États-Unis,.

## Description
La femelle subadulte holotype mesure 12 mm.

## Publication originale
- Banks, 1904 : New genera and species of Nearctic spiders. Journal of The New York Entomological Society, vol. 12, p. 109-119 (texte intégral).